# Немецкая письменность

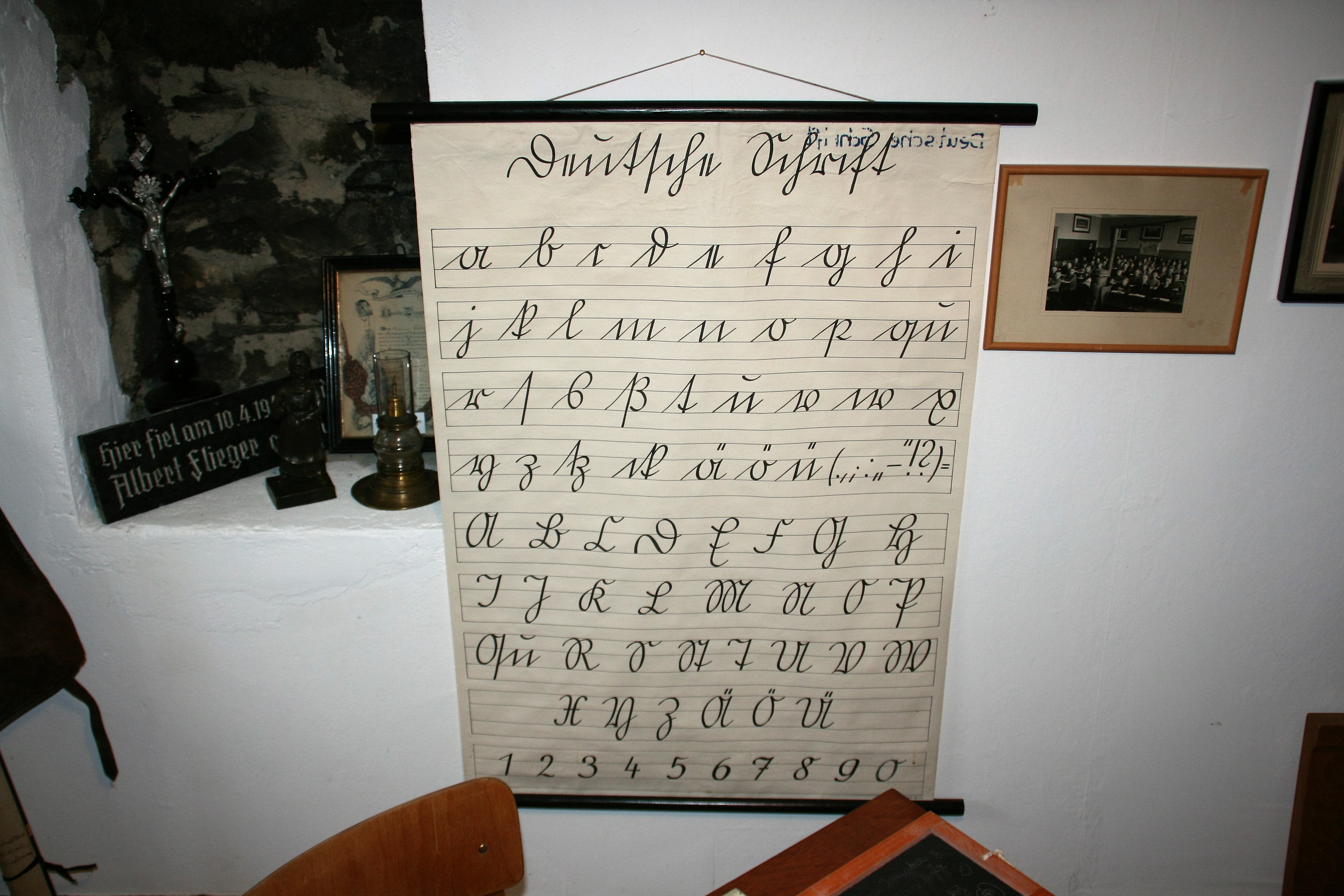
Немецкий алфавит в шрифте Оффенбаха

Понятие немецкая письменность может быть определено как история письма на немецком языке, история немецких шрифтов или современное письмо немцев. Обычно под немецким письмом понимают историю письма от своего зарождения до настоящего времени, включая эволюцию шрифтов и особенности их употребления. В этом понимании письменность будет описана в данной статье.

## История
История немецкого языка и письменности может быть разделена на дописьменный и письменный период. Дописьменный период относится к глубокой древности, когда германские племена расселились на территории современной Германии и не имели собственного письма. Эти племена говорили на прагерманском языке, который взаимодействовал с романскими и славянскими языками соседей. Ко II веку относятся находки памятников рунического письма германцев, которые были связаны с мифологией. Во время распространения по Европе христианства германцы знакомятся с латиницей, которая, однако, полностью укореняется лишь после XII века. Латиница, как альтернатива рунам, также была известна не всем. Письмо было привилегией служителей церкви, а в позднем средневековье и в новое время — учёных и политиков. Простой люд не знал ни латиницы, ни другого письма.
В XVI—XX веках изобретается большое количество готических шрифтов, среди которых наиболее известны печатные ранний швабахер, возникший в XV веке, и фрактура, получившая широкое хождение вплоть до XX века (официально до 1918 года), включая небольшой период во время диктатуры НСДАП. С XIX века большой популярностью пользуется более простая антиква. Письменные шрифты готического типа использовались в управлении (например, канцелярский шрифт в XV—XIX веках). Позднее на основе позднесредневековых готических письменных шрифтов был выработан готический курсив. Этот вид письма был сменён шрифтом Зюттерлина и народным шрифтом в 1930-е годы. Последний просуществовал до 1941-го. Большое количество шрифтов в XX веке было придумано типографом Рудольфом Кохом, которому принадлежит так называемый шрифт Оффенбаха и немецкий шрифт (Deutsche Schrift). Современные прописи отличаются большей простотой и плавностью.